# 拉金
51°4′15″N 24°8′5″E / 51.07083°N 24.13472°E
拉金（烏克蘭語：Ладинь），是烏克蘭的村落，位於該國西部沃倫州，由科韋利區負責管轄，面積0.98平方公里，海拔高度190米，2001年人口218，人口密度每平方公里222.45人。